# Ove Conrad Hanssen
Ove Conrad Hanssen (født 22. april 1942 i Arendal, død 25. juni 2012) var førsteamanuensis emeritus i praktisk teologi og Det nye testamente ved Misjonshøgskolen i Stavanger, hvor han var ansat fra 1974 til 2011. Han havde sin doktorgrad i teologi fra Universitetet i Lund.